# Zaagbaars
De zaagbaars (Serranus cabrilla) is een straalvinnige vis uit de familie van de zaag- of zeebaarzen ( Serranidae). De wetenschappelijke naam van de soort werd als Perca cabrilla in 1758 gepubliceerd door Carl Linnaeus.

## Verspreiding
De soort komt voor in het oosten van de Atlantische Oceaan, van het Verenigd Koninkrijk tot Kaap de Goede Hoop, in de Middellandse Zee en in de Zwarte Zee. 

## Leefwijze
De vis is voornamelijk te vinden op diepten van 5-500 meter, en kan een lengte bereiken tot 40 cm. De vis komt voornamelijk voor boven rotsachtige bodems en voedt zich met visjes, inktvissen en kreeftachtigen.